# NGC 3394
NGC 3394 ist eine Spiralgalaxie vom Hubble-Typ Sc im Sternbild Großer Bär. Sie ist schätzungsweise 157 Millionen Lichtjahre von der Milchstraße entfernt.
Das Objekt wurde am 3. April 1791 von Wilhelm Herschel entdeckt.